# Шернфелд
Шернфелд (њем. Schernfeld) општина је у њемачкој савезној држави Баварска. Једно је од 30 општинских средишта округа Ајхштет. Према процјени из 2010. у општини је живјело 2.990 становника. Посједује регионалну шифру (AGS) 9176160.

## Географски и демографски подаци
Шернфелд се налази у савезној држави Баварска у округу Ајхштет. Општина се налази на надморској висини од 548 метара. Површина општине износи 52,2 km². У самом мјесту је, према процјени из 2010. године, живјело 2.990 становника. Просјечна густина становништва износи 57 становника/km².